# Наставление инквизиторам
Наставление инквизиторам (лат. Practica Inquisitionis heretice pravitatis) — трактат французского доминиканца Бернара Ги (ок. 1261—1331), раскрывающий вопросы прав и обязанностей инквизиторов в их борьбе с ересями, а также описывалась вся инквизиционная судебная процедура, начиная с повестки в суд и отлучения в случае неявки на него, и кончая приговором. Считается наиболее известным из учебников для инквизиторов.
В период с 1307 по 1323 год Бернар Ги был инквизитором Тулузы. Свой учебник он написал в конце этого периода, перед тем как занять епископскую кафедру в Лодеве.
Трактат состоит из пяти частей, из которых две первые описывают правила заполнения различных документов, подготавливаемых инквизиторов. В третьей части говорится о проведении sermones generales, на которых еретикам оглашался их приговор. Четвёртая часть формулирует права и привилегии Инквизиции. Пятая, озаглавленная «De modo, arte et ingenio inquirendi et examinandi heréticos, credentes et complices eorumdem» («Метод, искусство и процедура раскрытия и проверки еретиков, верующих и их соучастников»), содержит описание разнообразных еретических сект и даёт инквизитору советы по наиболее эффективным способам их изобличения и сопротивления их уловкам. Ги выделяет шесть типов еретиков, встречавшихся ему в Лангедоке: катары, которых он называет манихеями, вальденсы, апостолики, бегинки, тайно вернувшиеся к прежней религии еврейские выкресты и колдуны. Один из наиболее обширных подразделов, касающийся вальденсов, в значительной степени основывается на «De inquitione hereticorum» Давида Аугсбургского.

## Издания
- Bernardus Guidonis. Practica Inquisitionis heretice pravitatis. — Paris, 1886. — 370 p.